# RAB5B
RAB5B (англ. RAB5B, member RAS oncogene family) – білок, який кодується однойменним геном, розташованим у людей на короткому плечі 12-ї хромосоми. Довжина поліпептидного ланцюга білка становить 215 амінокислот, а молекулярна маса — 23 707.
| 10         |  | 20         |  | 30         |  | 40         |  | 50         |
| ---------- |  | ---------- |  | ---------- |  | ---------- |  | ---------- |
| MTSRSTARPN |  | GQPQASKICQ |  | FKLVLLGESA |  | VGKSSLVLRF |  | VKGQFHEYQE |
| STIGAAFLTQ |  | SVCLDDTTVK |  | FEIWDTAGQE |  | RYHSLAPMYY |  | RGAQAAIVVY |
| DITNQETFAR |  | AKTWVKELQR |  | QASPSIVIAL |  | AGNKADLANK |  | RMVEYEEAQA |
| YADDNSLLFM |  | ETSAKTAMNV |  | NDLFLAIAKK |  | LPKSEPQNLG |  | GAAGRSRGVD |
| LHEQSQQNKS |  | QCCSN      |  |            |  |            |  |            |

A: Аланін

C: Цистеїн

D: Аспарагінова кислота

E: Глутамінова кислота

F: Фенілаланін

G: Гліцин

H: Гістидин

I: Ізолейцин

K: Лізин

L: Лейцин

M: Метіонін

N: Аспарагін

P: Пролін

Q: Глутамін

R: Аргінін

S: Серин

T: Треонін

V: Валін

W: Триптофан

Задіяний у таких біологічних процесах, як транспорт, транспорт білків, ацетилювання, альтернативний сплайсинг. 
Білок має сайт для зв'язування з нуклеотидами, ГТФ. 
Локалізований у клітинній мембрані, мембрані, ендосомах.